# Stamnodes thibetaria
Stamnodes thibetaria är en fjärilsart som beskrevs av Charles Oberthür 1886. Stamnodes thibetaria ingår i släktet Stamnodes och familjen mätare. Inga underarter finns listade i Catalogue of Life.